# Io Domenico
Albums de Michel Sardou
Vladimir Ilitch Sardou, ses plus grandes chansons
Singles
1. Les Deux Écoles
Sortie : 17 juin 1984
2. Délire d'amour
Sortie : 1984
3. Io Domenico
Sortie : 1985

Io Domenico est le treizième album studio de Michel Sardou enregistré au studio du Palais des Congrès ainsi qu'aux studios C.B.E et Trema et paru chez Tréma en Janvier 1985.
Paru à l'origine sous le simple titre Sardou, il est souvent désigné sous le titre Io Domenico, première chanson de l'album ou Rouge (notamment par sa maison de disques Universal Music France), pour des raisons inconnues. La pochette de l'album mentionne quatre titres : Io Domenico, La Débandade, Délire d'amour et Les Deux Écoles.

## Fiche technique
- Référence originale : Tréma 310 181[1]

### Album original
| No  | Titre                                        | Paroles                            | Musique                                | Durée |
| --- | -------------------------------------------- | ---------------------------------- | -------------------------------------- | ----- |
| 1.  | Io Domenico                                  | Michel Sardou - Pierre Delanoë     | Jacques Revaux - Jean-Pierre Bourtayre | 4:08  |
| 2.  | Atmosphères                                  | Michel Sardou - Didier Barbelivien | Jacques Revaux                         | 3:41  |
| 3.  | Les Deux Écoles                              | Michel Sardou - Pierre Delanoë     | Jacques Revaux                         | 3:48  |
| 4.  | Rouge                                        | Michel Sardou - Didier Barbelivien | Jacques Revaux                         | 4:12  |
| 5.  | Le Verre vide                                | Michel Sardou - Pierre Delanoë     | Jacques Revaux                         | 4:23  |
| 6.  | La Débandade                                 | Michel Sardou - Pierre Delanoë     | Jacques Revaux                         | 3:23  |
| 7.  | Elle revient dans cinq ans                   | Michel Sardou                      | Jacques Revaux                         | 2:38  |
| 8.  | Parce que c’était lui, parce que c’était moi | Jean-Loup Dabadie                  | Michel Sardou                          | 3:27  |
| 9.  | Du blues dans mes chansons                   | Michel Sardou - Michel Mallory     | Jacques Revaux                         | 3:03  |
| 10. | Délivrance                                   | Michel Sardou - Pierre Delanoë     | Jacques Revaux                         | 3:16  |
| 11. | Délire d’amour                               | Michel Sardou - Pierre Delanoë     | Jacques Revaux - Jean-Pierre Bourtayre | 4:10  |

### Titres bonus
Cet album a été réédité en 2004 sous le label AZ avec les titres bonus suivants :  et  en  2022 (sous le label Mercury)[réf. nécessaire]
- Une femme ma fille
- Los Angélien

Io Domenico ( version non shunté publiée sur le maxi 45 tours promo )  

### Crédits
- Arrangements : Roger Loubet (titres 1, 3, 5, 6, 8, 10 et 11) et Hervé Roy (titres 2, 4, 7 et 9)
- Accompagnement du London Symphonic Orchestra (titres 1 et 5)
- Prise de son :
  - Studio C.B.E : Bernard Estardy
  - Studio Tréma : G. Bavoux
  - Studio du Palais des congrès : J.M. Porterie
- Mixages : Studio C.B.E par Bernard Estardy
- Réalisation et conception : Jean-Pierre Bourtayre, Bernard Estardy, Hervé Roy, Roger Loubet et Jacques Revaux
- Production: Jacques Revaux et Jean-Pierre Bourtayre pour Tréma

## Principales chansons
- Io Domenico : raconte l'histoire d'un Américain d'origine italienne ayant immigré pour changer de vie. Sardou fait parler cet homme sur son lit de mort qui fait le bilan de sa vie en se confiant à ses proches. Quoique reconnaissant du foyer qu'il a trouvé « sous la bannière américaine », il reste profondément attaché et fier de ses racines italiennes (« j'ai changé de peau, mais pas de sang, pas d'accent, pas d'étoile »). La bande instrumentale a été jouée, pour l'enregistrement studio, par l'Orchestre symphonique de Londres.

- Les Deux Écoles : en cette époque où les Français se divisent et se mobilisent pour ou contre le projet de loi Savary, Sardou évoque les luttes historiques entre l'école privée et l'école publique, déclare que chacun doit être libre de son choix (« Je veux que mes enfants s'instruisent à mon école ; s'ils ressemblent à quelqu'un, autant que ce soit moi ») et conclut « J'ai fait les deux écoles et ça n'a rien changé ». Mais ce renvoi dos-à-dos des deux institutions scolaires est toutefois interprété comme une opposition au projet Savary, voire comme une défense « radicale » de l'école privée[2].

- Rouge : illustration poétique de la couleur rouge, qui se rapporte à de nombreux domaines : l'amour (lèvres de femme), la Nature (Soleil, mer, sang, vin), l'émotion humaine (colère, honte), les arts (violons, théâtre)...

- La Débandade : constatation pessimiste sur l'avenir de la société occidentale, qui se dirige d'une manière irréversible vers de nouvelles guerres (« Sœur Anne, si tu n'vois rien venir / Ou tu es sourde, ou tu es folle »), tout en tenant compte des nouvelles formes de menaces, telles que l'islamisme[réf. nécessaire] (« Il y a dans les années qui viennent / Comme un retour au vent d'histoire [...] Croissant de lune et drapeau noir »). Sardou reconnaît ne pas y exprimer véritablement ses propres anxiétés[3].

- Parce que c'était lui, parce que c'était moi : ode à l'amitié. Le titre est une citation de Michel de Montaigne qui décrivit l'amitié comme ceci : « Si on me presse de dire pourquoi je l'aimais, je sens que cela ne se peut exprimer, qu'en répondant : « Parce que c'était lui, parce que c'était moi ». »[4]